# Adam Holender
Adam Holender (* 13. November 1937 in Krakau) ist ein polnischer Kameramann.

## Leben
Nach dem Ausbruch des Zweiten Weltkriegs 1939 und der Besetzung der polnischen Ostgebiete durch die Rote Armee wurde Adam Holenders Familie nach Sibirien verschleppt. Erst nach dem Krieg kam die Familie zurück nach Polen. Holender studierte nach dem Abitur zunächst Architektur und begann dann ein Kamerastudium an der Filmhochschule Łódź, die er 1964 abschloss. 1966 reiste er nach Kanada als Tourist und bereiste Nordamerika. Als er nach New York City kam, erhielt er einen Job als Fahrer eines Dokumentarfilmteams. Über diesen Weg kam er zurück zu seinem ursprünglich erlernten Beruf und begann als Kameramann von Dokumentarfilmen und Werbefilmen. Sein erster Spielfilm sollte sogleich sein Durchbruch sein. Für John Schlesinger drehte er in New York dessen Film Asphalt-Cowboy.

## Filmografie
- 1969: Asphalt-Cowboy (Midnight Cowboy) – Regie: John Schlesinger
- 1970: Puzzle of a Downfall Child – Regie: Jerry Schatzberg
- 1970: Shut Up… I’m Crying (Kurzfilm)
- 1971: The Panic in Needle Park – Regie: Jerry Schatzberg
- 1971: Der Cowboy (J. W. Coop) – Regie: Cliff Robertson
- 1972: Die Wirkung von Gammastrahlen auf Ringelblumen (The Effect of Gamma Rays on Man-in-the-Moon Marigolds) – Regie: Paul Newman
- 1974: Der Mann auf der Schaukel (Man on a Swing) – Regie: Frank Perry
- 1978: Die andere Seite der Hölle (The Other Side of Hell) – Regie: Ján Kadár
- 1978: Wenn ich dich wiedersehe (If Ever I See You Again) – Regie: Joe Brooks
- 1979: Wenn das Schicksal es will (Promises in the Dark) – Regie: Jerome Hellman
- 1979: Die Verführung des Joe Tynan (The Seduction of Joe Tynan) – Regie: Jerry Schatzberg
- 1980: Simon, der Außerirdische (Simon) – Regie: Marshall Brickman
- 1980: Idolmaker – Das schmutzige Geschäft des Showbusiness (The Idolmaker) – Regie: Taylor Hackford
- 1980: Endstation Malibu (The Shadow Box) – Regie: Paul Newman
- 1986: Der Knabe, der fliegen konnte (The Boy Who Could Fly) – Regie: Nick Castle
- 1986: Glitzernder Asphalt (Street Smart) – Regie: Jerry Schatzberg
- 1986: Der Babysittermörder (Twisted) – Regie: Adam Holender
- 1988: Der Priestermord (To Kill a Priest) – Regie: Agnieszka Holland
- 1989: Das Traum-Team (The Dream Team) – Regie: Howard Zieff
- 1994: Fresh – Regie: Boaz Yakin
- 1995: Smoke – Regie: Wayne Wang
- 1995: Blue in the Face – Regie: Wayne Wang und Paul Auster
- 1996: Ich bin nicht Rappaport (I’m Not Rappaport) – Regie: Herb Gardner
- 1997: Kopflos – 8 Köpfe im Koffer (8 Heads in a Duffel Bag) – Regie: Tom Schulman
- 1998: Teurer als Rubine (A Price Above Rubies) – Regie: Boaz Yakin
- 1998: Wide Awake – Regie: M. Night Shyamalan
- 2000: Mary and Rhoda – Regie: Barnett Kellman
- 2001: Strange Hearts – Regie: Michelle Gallagher
- 2003: Shortcut to Happiness – Der Teufel steckt im Detail (The Devil and Daniel Webster) – Regie: Alec Baldwin
- 2004: Stateside – Regie: Reverge Anselmo
- 2005: Carlito’s Way – Weg zur Macht  (Carlito’s Way: Rise to Power) – Regie: Michael S. Bregman